# Хроумюндартиндюр
Хроумюндартиндюр (исл. Hrómundartindur) — вулкан на юго-западе Исландии в муниципалитете Grímsnes og Grafningur. Вулкан находится между озером Тингвадлаватн и городом Хверагерди. В состав стратовулкана входят 2 вулканических конуса и один термальный источник.
Долгое время вулкан приписывали системе вулкана Хенгидль, но в настоящее время у Хроумюндартиндюра был обнаружен собственный магматический очаг. Таким образом, вулкан принадлежит отдельной вулканической системе. Хенгидль и Хроумюндартиндюр возникли под ледниками во время Ледникового периода.
Хроумюндартиндюр образовывал как подушечную лаву, так и андезитовые породы.
Принадлежащий той же вулканической системе шлаковый конус Tjarnarhnjúkur испытал последнее извержение 9000 лет назад.	В результате образовалось лавовое поле, перекрывшее сток из небольшого ледникового озера, предшественника современного озера Тингвадлаватн.
У подножия горы и на её склонах, а также на склонах Tjarnarhnjúkur находятся области повышенной температуры. Центральная геотермальная зона расположена на плоскогорье Хедлисхейди.
Вулканическая зона в данной местности претерпевает изгиб: система Бреннистейнсфьёдль вытянута с запада на восток, система Хенгидль вытянута с юго-запада на северо-восток. Также здесь расположена активная рифтовая зона, встречающаяся с южной трансформной зоной, достигающей в восточном направлении вулкана Гекла и ледника Мирдальсйёкюдль.
Территория вокруг Хроумюндартиндюра и смежных систем вулканов Хенгидль и Гренсдалюр подлежит постоянному изменению, находясь вблизи рифтовой зоны Срединно-Атлантического хребта. В последние годы в системе возникали новые возвышенности, особенно после землетрясений 1994, 2000 и 2008 г.